# Шкрбич, Миодраг
Миодраг Шкрбич (серб. Миодраг Шкрбић; 20 января 1956 г. Хотковци) — бизнесмен и бывший футболист. 

## Образование
Закончил Гимназию им. Огнена Прицы в г. Сараево. 
Получил степень магистра на Электротехническом факультете в г.Сараево на кафедре информатики. Основное академическое образование он закончил в 1978 году, на кафедре телекоммуникаций.

## Спортивная карьера
В ранней молодости профессионально занимался футболом и в сезоне 1973/74 гг. был игроком «Железничара».
В 1973 году присоединился к команде молодежной сборной Югославии, возглавляемой тренером Анте Младиничем. Во время учебы прекращает карьеру игрока, но, став дипломированным инженером, снова возвращается к футболу и в период с 1978 года по 1982 год играет в футбол в клубе Фамос Храсница. 
С 1987 по 1989 год он был футбольным судьей в Первой федеральной лиге Югославии. 

## Предпринимательская карьера
Является одним из первых частных предпринимателей с территории бывшей Югославии. Первую партнерскую компанию «Град» он основал в 1989 году в г.Сараево. В начале девяностых годов прошлого века, после начала войны в Югославии, Шкрбич уезжает в Германию, приобретая с партнерами фирму Ned Electronics. 
После открытия восточноевропейских стран в 1993 году, в Чехии, вместе с Нихадом Хуремом и Мирком Елчичем,[6] при участии завода Tesla Votice, основывает компанию, специализирующуюся в информационных технологиях в области телекоммуникаций Strom Telecom. После успешного начала деятельности, Strom Telecom приобретает долю собственности в компании Tesla Votice, а после этого и сам завод, когда формируется самая известная в Праге фирма в области телекоммуникаций. 
В конце девяностых годов прошлого века и в начале двухтысячных компания распространяет деятельность на территорию России и стран бывшего Советского Союза, Германии и центральной Европе, а затем и Конго и Уганды, в Африке. На выставке в Женеве в 2003 году Strom Telecom впервые выходит на рынок США и подписывает контракт на поставку цифровых коммуникационных систем собственного производства. 
После успешной передачи собственности, Strom Telecom основал ряд фирм в нескольких странах Европы, из которых в период с 2007 по 2011 года в результате процесса консолидации создана деловая система под названием NITES Group, которая успешно ведет свой бизнес в центральной и юго-восточной Европе. 
В сотрудничестве с организацией гражданского общества Luka Praha он поддержал публикацию романа „Тесла, портрет между масками” автора Пиштало Владимира, лауреата премии журнала НИН.

## Внешние ссылки
- NITES Group